# Птихия
Птихи́я (греч. Πτυχία, Видо, Βίδο) — остров в Ионическом море, расположенный вблизи острова Керкиры (известного также как Корфу), напротив его главного города — Керкиры. Принадлежит Греции. Входит в общину (дим) Центральная Керкира и Диапонтии-Ниси в периферийной единице Керкира в периферии Ионические острова. По переписи 2011 года является необитаемым.

## История
Во время штурма Корфу в 1799 году хорошо укреплённый остров был взят русско-турецким десантом, что послужило прологом к падению самого Корфу.
Во время Первой мировой войны остров служил местом карантина больных холерой сербских солдат после отступления сербской армии и части гражданского населения через Черногорию и Албанию в 1915 году, в то время как основным местом дислокации сербских войск был остров Керкира. Несмотря на помощь Греции, лечение часто заканчивалось смертью. Смертность доходила до 300 человек в день. Из-за того, что мест для захоронения умерших на суше не хватало, было принято решение хоронить умерших прямо в море, придавливая тела камнями для того, чтобы они не всплывали. Более 5000 человек были похоронены в море недалеко от острова Видо, из-за чего воды вокруг острова называют «Синяя могила» (серб. Плава гробница / Plava Grobnica). Событиям посвящено стихотворение сербского поэта и очевидца событий Милутина Боича.
В 1930 году сербами на острове был возведён памятник в знак благодарности греческому народу.

## Мемориал
В 1938 году на острове был возведён мавзолей по проекту архитектора Николая Краснова. В стенах мавзолея находятся 1232 кессона, содержащих останки солдат, похороненных ранее на кладбищах Корфу, имена которых были известны. Останки неизвестных солдат были погребены под двумя мемориальными плитами за пределами мавзолея.